# 一贯反对原则
一贯反对原则指的是对于一项解决国际争端的由某条约或者协定所确立的规则，该规则由于在很长时间内为国际社会成员所采纳而形成为国际习惯，对于国际习惯通常是所有国家都必需遵守，但是，若果某一个国家在在该项规则确立之初即确立该规则的条约后者协定成立之时就一直持反对态度，则该规则对此反对国不适用。